# Wanderléa
Wanderléa Charlup Boere Salim (Governador Valadares, 5 de juny de 1944) és una cantant, compositora, actriu i instrumentista brasilera. Va ser una de les cares més conegudes de la Jovem Guarda, fent èxit juntament amb els seus amics Roberto Carlos i Erasmo Carlos en el programa de televisió homònim.

## Biografia
Descendent de libanesos, va néixer a Santo Antônio do Pontal, districte del municipi mineiro de Governador Valadares. Va passar els primers anys d'infància a Lavras i, als nou anys d'edat, la família —composta pels seus pares i tretze germans— va mudar-se a Rio de Janeiro.

## Carrera artística

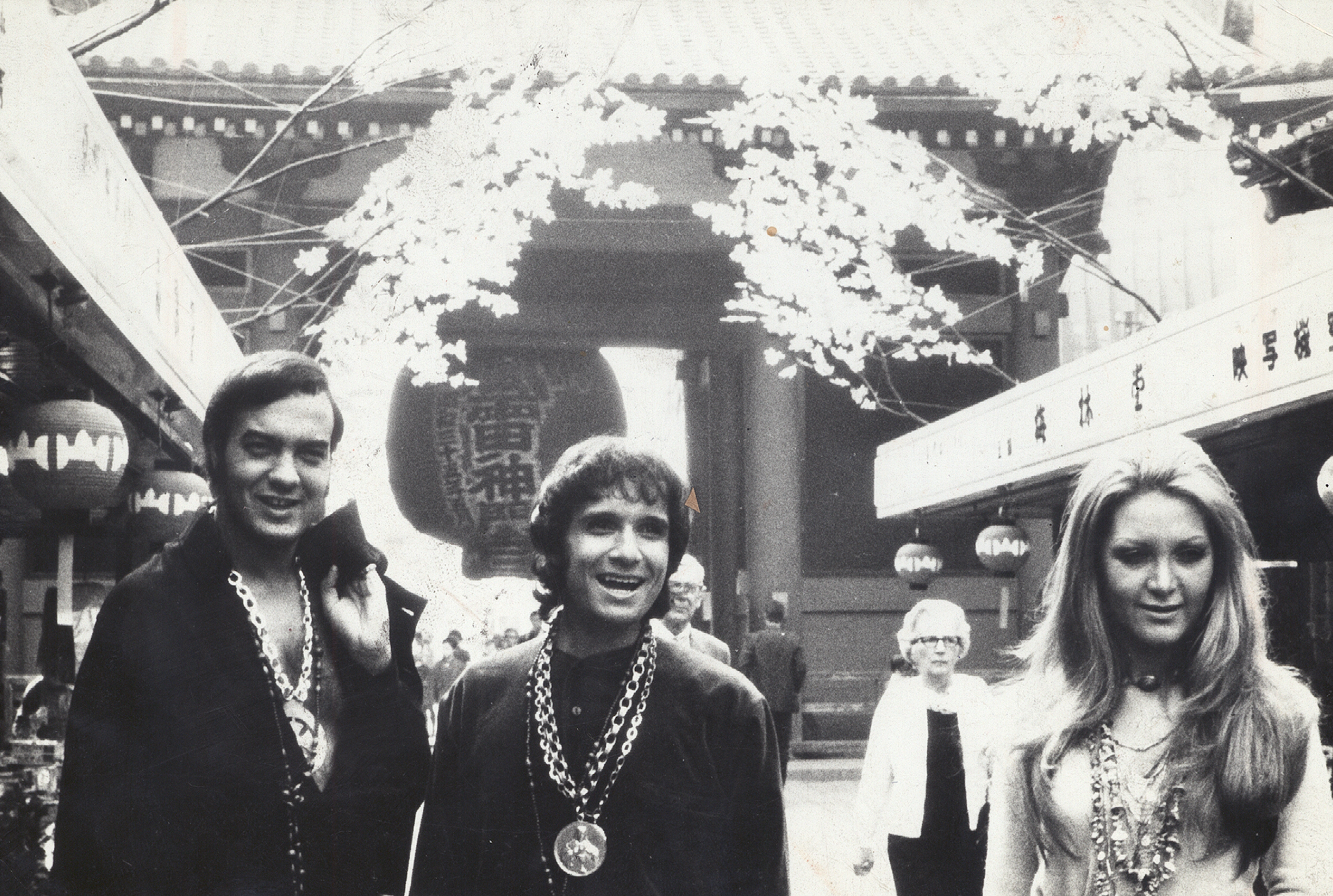
Erasmo Carlos (esq.), Roberto Carlos i Wanderléa.

Als deu anys d'edat va vèncer un concurs de ràdio. L'any 1962 va publicar el seu primer disc senzill i, l'any següent, el primer LP, titulat Wanderléa, amb la discogràfica Discos CBS. En aquella editora va conèixer Roberto Carlos i Erasmo Carlos, amb els l'agost de 1965 va començar a presentar el programa Jovem Guarda, per la TV Record, de São Paulo. Era transmès durant les tardes del diumenge i va tenir una de les majors audiències de l'època, llançant a la fama a diversos artistes. Wanderléa i Celly Campelo van ser les primeres estrelles del rock brasiler. Va poder participar de pel·lícules i, quan va concloure l'etapa de la Jovem Guarda, va continuar la carrera cantant un estil més pop.
Els principals èxits de la seva carrera són les cançons Pare o Casamento (Luís Keller), Ternura (Rossini Pinto) i Prova de Fogo (Erasmo Carlos). També va treballar com actriu, en les pel·lícules Juventude e Ternura (Aurélio Teixeira, 1968) i a Roberto Carlos e o Diamante Cor-de-rosa (Roberto Farias, 1970).

## Vida personal
Wanderléa va sofrir moltes pèrdues en la seva vida. La primera d'elles va ser als deu anys d'edat, quan la seva germana més gran va resultar morta, víctima d'una bala perduda en un tiroteig. Aquest fet va sacsejar per sempre la vida de Wanderléa i de tota la família.
En el començament de la seva carrera, als setze anys, va començar a sortir amb Zé Renato, fill de Chacrinha. Pocs mesos després van prometre's. Després de set anys junts, va haver-hi una tragèdia: Zé va sofrir un accident i va quedar paraplègic. Wanderléa va entrar en greu depressió i amb el temps la relació va entrar en crisi perquè ell no volia ser una càrrega en la vida d'ella. Tot i haver lluitat per salvar la relació, Wanderléa va respectar la decisió d'en Zé i va acceptar separar-se de la parella.
Després de la separació, va sortir amb alguns cantants i compositors de l'època. Després va conèixer el guitarrista xilè Lalo Correia, més conegut com Lalo Califòrnia. En poc temps es van casar. El 1982, va néixer el primer fill de la parella: Leonardo. Als dos anys, el petit va perdre la vida ofegat, després de caure accidentalment en una piscina mentre corria amb un tricicle. Va arribar a ser socorregut però no va resistir. El matrimoni va tenir dues filles més, Yasmin i Jadde, nascudes a finals dels anys vuitanta.
Va passar per altres pèrdues, com la mort del pare, i poc temps després, el 1996, el seu germà Bill (que feia d'agent de la cantant) va morir víctima del VIH.
Al llançar la seva autobiografia, Foi assim (2017), va afirmar que la seva data de naixement verdadera era el 5 de juny de 1944, i no de 1946, com sempre s'havia dit.

## Discografia
- 1963 - Wanderléa
- 1964 - Quero Você
- 1965 - É Tempo do Amor
- 1966 - A Ternura de Wanderléa
- 1967 - Wanderléa
- 1968 - Pra Ganhar Meu Coração
- 1972 - ...Maravilhosa
- 1975 - Feito Gente
- 1977 - Vamos Que Eu Já Vou
- 1978 - Mais Que a Paixão
- 1981 - Wanderléa
- 1989 - Wanderléa
- 1992 - Te Amo
- 2003 - O Amor Sobrevivera
- 2008 - Nova Estação
- 2013 - Maravilhosa - Ao Vivo

Wanderléa en 1972.

- 2016 - Vida de Artista (cançons de Sueli Costa)[11]
- 2023 - Wanderléia Canta Choros